# 라트비아 축구 국가대표팀
라트비아 축구 국가대표팀(라트비아어: Latvijas futbola izlase)은 라트비아를 대표하는 축구 국가대표팀으로 라트비아 축구 연맹에서 관리한다. '11마리의 늑대들'이라는 별칭으로 알려져 있으며 유럽 축구 약체로 평가받고 있는 팀들 가운데 하나다. 1922년 9월 24일 에스토니아와의 친선 경기에서 국제 경기 데뷔전을 치렀으며 홈 구장은 다우가바 국립 경기장이다. 그리고 1950년부터 1990년까지 소련의 일원으로 강제 합병되어 국제 경기 및 대회에 참가했으며 현재 발틱컵 최다 우승국이기도 하다.

## 국제 대회 경력

### FIFA 월드컵
월드컵 본선 기록은 전무하며 그나마 2010년 FIFA 월드컵 유럽 지역 예선 2조에서 5승 2무 3패·조 3위에 오르며 라트비아 축구 역사상 월드컵 지역 예선 최고 성적을 거두었는데 이는 현재까지도 라트비아가 5할 이상의 승률을 거둔 유일한 월드컵 유럽 지역 예선으로 기록되어 있다.

### UEFA 유럽 축구 선수권 대회
UEFA 유로 2004 예선 4조에서 5승 1무 2패로 스웨덴에 이어 조 2위로 예선 플레이오프에 진출하여 플레이오프에서 2002년 FIFA 월드컵 3위, 2003년 FIFA 컨페더레이션스컵 3위팀인 튀르키예를 3-2로 격파하며 사상 첫 메이저 대회 본선 진출에 성공했다. 그리고 본선 D조 조별리그 2차전에서 독일을 상대로 0-0 무승부를 거두며 메이저 대회 본선 사상 첫 승점을 따긴 했으나 1차전과 3차전에서 각각 체코와 네덜란드에게 1-2, 0-3으로 패하면서 1무 2패·조 최하위로 8강 진출에 실패했으며 이후 유로 대회 본선 기록은 전무하다.

### UEFA 네이션스리그

#### 2018-19 리그 D
네이션스리그의 첫 시즌에서 리그 D에 편입된 라트비아는 조지아, 안도라, 카자흐스탄과 함께 1조에 편성되어 4무 2패로 안도라와 승점은 똑같았지만 득실차에서 안도라에 앞선 덕에 간신히 조 최하위는 면했다. 이 과정에서 조지아에게만 2번의 패배를 당했고 안도라와 카자흐스탄에게는 각각 2번의 무승부를 거두었다.

#### 2020-21년 리그 D
2020-21 시즌 리그 D 1조에서 페로 제도, 몰타, 안도라를 상대로 1승 4무 1패·조 3위를 기록했고 특히 안도라와의 최종전에서 5-0 대승을 거두며 네이션스리그 첫 승을 올렸다.

#### 2022-23 리그 D
2022-23 시즌 리그 D 1조에서 몰도바, 안도라, 리히텐슈타인을 상대로 4승 1무 1패·조 1위에 오르며 네이션스리그가 시작된지 3시즌만에 리그 C 승격에 성공했다.

## 기타 국제 대회 경력
발트 3국이 모여서 치르는 친선 대회인 발틱컵에서는 무려 13번의 우승컵을 들어올리며 이 대회의 최다 우승국으로 기록되어 있으며 준우승도 12번 차지했는데 이 기록도 역시 발트컵 대회에서의 최다 기록이다.

## FIFA 월드컵 (본선)
| 년도   | 결과             | 순위             | 경기             | 승               | 무*              | 패               | 득점             | 실점             | 승점             |
| ------ | ---------------- | ---------------- | ---------------- | ---------------- | ---------------- | ---------------- | ---------------- | ---------------- | ---------------- |
| 1930년 | 불참             | 불참             | 불참             | 불참             | 불참             | 불참             | 불참             | 불참             | 불참             |
| 1934년 | 불참             | 불참             | 불참             | 불참             | 불참             | 불참             | 불참             | 불참             | 불참             |
| 1938년 | 예선 탈락        | 예선 탈락        | 예선 탈락        | 예선 탈락        | 예선 탈락        | 예선 탈락        | 예선 탈락        | 예선 탈락        | 예선 탈락        |
| 1950년 | 소련에 강제 병합 | 소련에 강제 병합 | 소련에 강제 병합 | 소련에 강제 병합 | 소련에 강제 병합 | 소련에 강제 병합 | 소련에 강제 병합 | 소련에 강제 병합 | 소련에 강제 병합 |
| 1954년 | 소련에 강제 병합 | 소련에 강제 병합 | 소련에 강제 병합 | 소련에 강제 병합 | 소련에 강제 병합 | 소련에 강제 병합 | 소련에 강제 병합 | 소련에 강제 병합 | 소련에 강제 병합 |
| 1958년 | 소련에 강제 병합 | 소련에 강제 병합 | 소련에 강제 병합 | 소련에 강제 병합 | 소련에 강제 병합 | 소련에 강제 병합 | 소련에 강제 병합 | 소련에 강제 병합 | 소련에 강제 병합 |
| 1962년 | 소련에 강제 병합 | 소련에 강제 병합 | 소련에 강제 병합 | 소련에 강제 병합 | 소련에 강제 병합 | 소련에 강제 병합 | 소련에 강제 병합 | 소련에 강제 병합 | 소련에 강제 병합 |
| 1966년 | 소련에 강제 병합 | 소련에 강제 병합 | 소련에 강제 병합 | 소련에 강제 병합 | 소련에 강제 병합 | 소련에 강제 병합 | 소련에 강제 병합 | 소련에 강제 병합 | 소련에 강제 병합 |
| 1970년 | 소련에 강제 병합 | 소련에 강제 병합 | 소련에 강제 병합 | 소련에 강제 병합 | 소련에 강제 병합 | 소련에 강제 병합 | 소련에 강제 병합 | 소련에 강제 병합 | 소련에 강제 병합 |
| 1974년 | 소련에 강제 병합 | 소련에 강제 병합 | 소련에 강제 병합 | 소련에 강제 병합 | 소련에 강제 병합 | 소련에 강제 병합 | 소련에 강제 병합 | 소련에 강제 병합 | 소련에 강제 병합 |
| 1978년 | 소련에 강제 병합 | 소련에 강제 병합 | 소련에 강제 병합 | 소련에 강제 병합 | 소련에 강제 병합 | 소련에 강제 병합 | 소련에 강제 병합 | 소련에 강제 병합 | 소련에 강제 병합 |
| 1982년 | 소련에 강제 병합 | 소련에 강제 병합 | 소련에 강제 병합 | 소련에 강제 병합 | 소련에 강제 병합 | 소련에 강제 병합 | 소련에 강제 병합 | 소련에 강제 병합 | 소련에 강제 병합 |
| 1986년 | 소련에 강제 병합 | 소련에 강제 병합 | 소련에 강제 병합 | 소련에 강제 병합 | 소련에 강제 병합 | 소련에 강제 병합 | 소련에 강제 병합 | 소련에 강제 병합 | 소련에 강제 병합 |
| 1990년 | 소련에 강제 병합 | 소련에 강제 병합 | 소련에 강제 병합 | 소련에 강제 병합 | 소련에 강제 병합 | 소련에 강제 병합 | 소련에 강제 병합 | 소련에 강제 병합 | 소련에 강제 병합 |
| 1994년 | 예선 탈락        | 예선 탈락        | 예선 탈락        | 예선 탈락        | 예선 탈락        | 예선 탈락        | 예선 탈락        | 예선 탈락        | 예선 탈락        |
| 1998년 | 예선 탈락        | 예선 탈락        | 예선 탈락        | 예선 탈락        | 예선 탈락        | 예선 탈락        | 예선 탈락        | 예선 탈락        | 예선 탈락        |
| 2002년 | 예선 탈락        | 예선 탈락        | 예선 탈락        | 예선 탈락        | 예선 탈락        | 예선 탈락        | 예선 탈락        | 예선 탈락        | 예선 탈락        |
| 2006년 | 예선 탈락        | 예선 탈락        | 예선 탈락        | 예선 탈락        | 예선 탈락        | 예선 탈락        | 예선 탈락        | 예선 탈락        | 예선 탈락        |
| 2010년 | 예선 탈락        | 예선 탈락        | 예선 탈락        | 예선 탈락        | 예선 탈락        | 예선 탈락        | 예선 탈락        | 예선 탈락        | 예선 탈락        |
| 2014년 | 예선 탈락        | 예선 탈락        | 예선 탈락        | 예선 탈락        | 예선 탈락        | 예선 탈락        | 예선 탈락        | 예선 탈락        | 예선 탈락        |
| 2018년 | 예선 탈락        | 예선 탈락        | 예선 탈락        | 예선 탈락        | 예선 탈락        | 예선 탈락        | 예선 탈락        | 예선 탈락        | 예선 탈락        |
| 2022년 | 예선 탈락        | 예선 탈락        | 예선 탈락        | 예선 탈락        | 예선 탈락        | 예선 탈락        | 예선 탈락        | 예선 탈락        | 예선 탈락        |
| 합계   |                  |                  |                  |                  |                  |                  |                  |                  |                  |

## FIFA 월드컵 (예선)
| 1930년 | 불참                                      | 불참                                      | 불참                                      | 불참                                      | 불참                                      | 불참                                      | 불참                                      |                                           |                                           |
| 1934년 | 불참                                      | 불참                                      | 불참                                      | 불참                                      | 불참                                      | 불참                                      | 불참                                      |                                           |                                           |
| 1938년 | 3                                         | 2                                         | 0                                         | 1                                         | 10                                        | 5                                         | 6                                         |                                           |                                           |
| 1950년 | 소련에 강제 병합                          | 소련에 강제 병합                          | 소련에 강제 병합                          | 소련에 강제 병합                          | 소련에 강제 병합                          | 소련에 강제 병합                          | 소련에 강제 병합                          |                                           |                                           |
| 1954년 | 소련에 강제 병합                          | 소련에 강제 병합                          | 소련에 강제 병합                          | 소련에 강제 병합                          | 소련에 강제 병합                          | 소련에 강제 병합                          | 소련에 강제 병합                          |                                           |                                           |
| 1958년 | 소련에 강제 병합                          | 소련에 강제 병합                          | 소련에 강제 병합                          | 소련에 강제 병합                          | 소련에 강제 병합                          | 소련에 강제 병합                          | 소련에 강제 병합                          |                                           |                                           |
| 1962년 | 소련에 강제 병합                          | 소련에 강제 병합                          | 소련에 강제 병합                          | 소련에 강제 병합                          | 소련에 강제 병합                          | 소련에 강제 병합                          | 소련에 강제 병합                          |                                           |                                           |
| 1966년 | 소련에 강제 병합                          | 소련에 강제 병합                          | 소련에 강제 병합                          | 소련에 강제 병합                          | 소련에 강제 병합                          | 소련에 강제 병합                          | 소련에 강제 병합                          |                                           |                                           |
| 1970년 | 소련에 강제 병합                          | 소련에 강제 병합                          | 소련에 강제 병합                          | 소련에 강제 병합                          | 소련에 강제 병합                          | 소련에 강제 병합                          | 소련에 강제 병합                          |                                           |                                           |
| 1974년 | 소련에 강제 병합                          | 소련에 강제 병합                          | 소련에 강제 병합                          | 소련에 강제 병합                          | 소련에 강제 병합                          | 소련에 강제 병합                          | 소련에 강제 병합                          |                                           |                                           |
| 1978년 | 소련에 강제 병합                          | 소련에 강제 병합                          | 소련에 강제 병합                          | 소련에 강제 병합                          | 소련에 강제 병합                          | 소련에 강제 병합                          | 소련에 강제 병합                          |                                           |                                           |
| 1982년 | 소련에 강제 병합                          | 소련에 강제 병합                          | 소련에 강제 병합                          | 소련에 강제 병합                          | 소련에 강제 병합                          | 소련에 강제 병합                          | 소련에 강제 병합                          |                                           |                                           |
| 1986년 | 소련에 강제 병합                          | 소련에 강제 병합                          | 소련에 강제 병합                          | 소련에 강제 병합                          | 소련에 강제 병합                          | 소련에 강제 병합                          | 소련에 강제 병합                          |                                           |                                           |
| 1990년 | 소련에 강제 병합                          | 소련에 강제 병합                          | 소련에 강제 병합                          | 소련에 강제 병합                          | 소련에 강제 병합                          | 소련에 강제 병합                          | 소련에 강제 병합                          |                                           |                                           |
| 1994년 | 12                                        | 0                                         | 5                                         | 7                                         | 4                                         | 21                                        | 5                                         |                                           |                                           |
| 1998년 | 10                                        | 3                                         | 1                                         | 6                                         | 10                                        | 14                                        | 10                                        |                                           |                                           |
| 2002년 | 8                                         | 1                                         | 1                                         | 6                                         | 5                                         | 16                                        | 4                                         |                                           |                                           |
| 2006년 | 12                                        | 4                                         | 3                                         | 5                                         | 18                                        | 21                                        | 15                                        |                                           |                                           |
| 2010년 | 10                                        | 5                                         | 2                                         | 3                                         | 18                                        | 15                                        | 17                                        |                                           |                                           |
| 2014년 | 10                                        | 2                                         | 2                                         | 6                                         | 10                                        | 20                                        | 8                                         |                                           |                                           |
| 2018년 | 10                                        | 2                                         | 1                                         | 7                                         | 7                                         | 18                                        | 7                                         |                                           |                                           |
| 2022년 | 7                                         | 1                                         | 2                                         | 4                                         | 7                                         | 11                                        | 5                                         |                                           |                                           |
| 합계   | 75                                        | 19                                        | 15                                        | 41                                        | 82                                        | 130                                       | 72                                        |                                           |                                           |
| 순위   | 월드컵 예선 승점 순위 : 100위 (유럽 36위) | 월드컵 예선 승점 순위 : 100위 (유럽 36위) | 월드컵 예선 승점 순위 : 100위 (유럽 36위) | 월드컵 예선 승점 순위 : 100위 (유럽 36위) | 월드컵 예선 승점 순위 : 100위 (유럽 36위) | 월드컵 예선 승점 순위 : 100위 (유럽 36위) | 월드컵 예선 승점 순위 : 100위 (유럽 36위) | 월드컵 예선 승점 순위 : 100위 (유럽 36위) | 월드컵 예선 승점 순위 : 100위 (유럽 36위) |

## UEFA 유럽 축구 선수권 대회(본선)
| UEFA 유로컵 본선 기록 | UEFA 유로컵 본선 기록                  | UEFA 유로컵 본선 기록                  | UEFA 유로컵 본선 기록                  | UEFA 유로컵 본선 기록                  | UEFA 유로컵 본선 기록                  | UEFA 유로컵 본선 기록                  | UEFA 유로컵 본선 기록                  | UEFA 유로컵 본선 기록                  | UEFA 유로컵 본선 기록                  |
| 년도                  | 결과                                   | 순위                                   | 경기                                   | 승                                     | 무*                                    | 패                                     | 득점                                   | 실점                                   | 승점                                   |
| --------------------- | -------------------------------------- | -------------------------------------- | -------------------------------------- | -------------------------------------- | -------------------------------------- | -------------------------------------- | -------------------------------------- | -------------------------------------- | -------------------------------------- |
| 1960년                | 소련에 강제 병합                       | 소련에 강제 병합                       | 소련에 강제 병합                       | 소련에 강제 병합                       | 소련에 강제 병합                       | 소련에 강제 병합                       | 소련에 강제 병합                       | 소련에 강제 병합                       | 소련에 강제 병합                       |
| 1964년                | 소련에 강제 병합                       | 소련에 강제 병합                       | 소련에 강제 병합                       | 소련에 강제 병합                       | 소련에 강제 병합                       | 소련에 강제 병합                       | 소련에 강제 병합                       | 소련에 강제 병합                       | 소련에 강제 병합                       |
| 1968년                | 소련에 강제 병합                       | 소련에 강제 병합                       | 소련에 강제 병합                       | 소련에 강제 병합                       | 소련에 강제 병합                       | 소련에 강제 병합                       | 소련에 강제 병합                       | 소련에 강제 병합                       | 소련에 강제 병합                       |
| 1972년                | 소련에 강제 병합                       | 소련에 강제 병합                       | 소련에 강제 병합                       | 소련에 강제 병합                       | 소련에 강제 병합                       | 소련에 강제 병합                       | 소련에 강제 병합                       | 소련에 강제 병합                       | 소련에 강제 병합                       |
| 1976년                | 소련에 강제 병합                       | 소련에 강제 병합                       | 소련에 강제 병합                       | 소련에 강제 병합                       | 소련에 강제 병합                       | 소련에 강제 병합                       | 소련에 강제 병합                       | 소련에 강제 병합                       | 소련에 강제 병합                       |
| 1980년                | 소련에 강제 병합                       | 소련에 강제 병합                       | 소련에 강제 병합                       | 소련에 강제 병합                       | 소련에 강제 병합                       | 소련에 강제 병합                       | 소련에 강제 병합                       | 소련에 강제 병합                       | 소련에 강제 병합                       |
| 1984년                | 소련에 강제 병합                       | 소련에 강제 병합                       | 소련에 강제 병합                       | 소련에 강제 병합                       | 소련에 강제 병합                       | 소련에 강제 병합                       | 소련에 강제 병합                       | 소련에 강제 병합                       | 소련에 강제 병합                       |
| 1988년                | 소련에 강제 병합                       | 소련에 강제 병합                       | 소련에 강제 병합                       | 소련에 강제 병합                       | 소련에 강제 병합                       | 소련에 강제 병합                       | 소련에 강제 병합                       | 소련에 강제 병합                       | 소련에 강제 병합                       |
| 1992년                | 없음                                   | 없음                                   | 없음                                   | 없음                                   | 없음                                   | 없음                                   | 없음                                   | 없음                                   | 없음                                   |
| 1996년                | 예선 탈락                              | 예선 탈락                              | 예선 탈락                              | 예선 탈락                              | 예선 탈락                              | 예선 탈락                              | 예선 탈락                              | 예선 탈락                              | 예선 탈락                              |
| 2000년                | 예선 탈락                              | 예선 탈락                              | 예선 탈락                              | 예선 탈락                              | 예선 탈락                              | 예선 탈락                              | 예선 탈락                              | 예선 탈락                              | 예선 탈락                              |
| 2004년                | 조별리그                               | 14위                                   | 3                                      | 0                                      | 1                                      | 2                                      | 1                                      | 5                                      | 1                                      |
| 2008년                | 예선 탈락                              | 예선 탈락                              | 예선 탈락                              | 예선 탈락                              | 예선 탈락                              | 예선 탈락                              | 예선 탈락                              | 예선 탈락                              | 예선 탈락                              |
| 2012년                | 예선 탈락                              | 예선 탈락                              | 예선 탈락                              | 예선 탈락                              | 예선 탈락                              | 예선 탈락                              | 예선 탈락                              | 예선 탈락                              | 예선 탈락                              |
| 2016년                | 예선 탈락                              | 예선 탈락                              | 예선 탈락                              | 예선 탈락                              | 예선 탈락                              | 예선 탈락                              | 예선 탈락                              | 예선 탈락                              | 예선 탈락                              |
| 2020년                | 예선 탈락                              | 예선 탈락                              | 예선 탈락                              | 예선 탈락                              | 예선 탈락                              | 예선 탈락                              | 예선 탈락                              | 예선 탈락                              | 예선 탈락                              |
| 합계                  | 1회 진출(1/7)                          | 조별리그(1회)                          | 3                                      | 0                                      | 1                                      | 2                                      | 1                                      | 5                                      | 1                                      |
| 순위                  | UEFA 유럽 축구 선수권 대회 순위 : 33위 | UEFA 유럽 축구 선수권 대회 순위 : 33위 | UEFA 유럽 축구 선수권 대회 순위 : 33위 | UEFA 유럽 축구 선수권 대회 순위 : 33위 | UEFA 유럽 축구 선수권 대회 순위 : 33위 | UEFA 유럽 축구 선수권 대회 순위 : 33위 | UEFA 유럽 축구 선수권 대회 순위 : 33위 | UEFA 유럽 축구 선수권 대회 순위 : 33위 | UEFA 유럽 축구 선수권 대회 순위 : 33위 |

### UEFA 유럽 축구 선수권 대회(예선)
| UEFA 유로컵 예선 기록 | UEFA 유로컵 예선 기록      | UEFA 유로컵 예선 기록      | UEFA 유로컵 예선 기록      | UEFA 유로컵 예선 기록      | UEFA 유로컵 예선 기록      | UEFA 유로컵 예선 기록      | UEFA 유로컵 예선 기록      | UEFA 유로컵 예선 기록      | UEFA 유로컵 예선 기록      |
| 년도                  | 경기                       | 승                         | 무*                        | 패                         | 득점                       | 실점                       | 승점                       |                            |                            |
| --------------------- | -------------------------- | -------------------------- | -------------------------- | -------------------------- | -------------------------- | -------------------------- | -------------------------- | -------------------------- | -------------------------- |
| 1960년                | 소련에 강제 병합           | 소련에 강제 병합           | 소련에 강제 병합           | 소련에 강제 병합           | 소련에 강제 병합           | 소련에 강제 병합           | 소련에 강제 병합           |                            |                            |
| 1964년                | 소련에 강제 병합           | 소련에 강제 병합           | 소련에 강제 병합           | 소련에 강제 병합           | 소련에 강제 병합           | 소련에 강제 병합           | 소련에 강제 병합           |                            |                            |
| 1968년                | 소련에 강제 병합           | 소련에 강제 병합           | 소련에 강제 병합           | 소련에 강제 병합           | 소련에 강제 병합           | 소련에 강제 병합           | 소련에 강제 병합           |                            |                            |
| 1972년                | 소련에 강제 병합           | 소련에 강제 병합           | 소련에 강제 병합           | 소련에 강제 병합           | 소련에 강제 병합           | 소련에 강제 병합           | 소련에 강제 병합           |                            |                            |
| 1976년                | 소련에 강제 병합           | 소련에 강제 병합           | 소련에 강제 병합           | 소련에 강제 병합           | 소련에 강제 병합           | 소련에 강제 병합           | 소련에 강제 병합           |                            |                            |
| 1980년                | 소련에 강제 병합           | 소련에 강제 병합           | 소련에 강제 병합           | 소련에 강제 병합           | 소련에 강제 병합           | 소련에 강제 병합           | 소련에 강제 병합           |                            |                            |
| 1984년                | 소련에 강제 병합           | 소련에 강제 병합           | 소련에 강제 병합           | 소련에 강제 병합           | 소련에 강제 병합           | 소련에 강제 병합           | 소련에 강제 병합           |                            |                            |
| 1988년                | 소련에 강제 병합           | 소련에 강제 병합           | 소련에 강제 병합           | 소련에 강제 병합           | 소련에 강제 병합           | 소련에 강제 병합           | 소련에 강제 병합           |                            |                            |
| 1992년                | 없음                       | 없음                       | 없음                       | 없음                       | 없음                       | 없음                       | 없음                       |                            |                            |
| 1996년                | 10                         | 4                          | 0                          | 6                          | 11                         | 20                         | 12                         |                            |                            |
| 2000년                | 10                         | 3                          | 4                          | 3                          | 13                         | 12                         | 13                         |                            |                            |
| 2004년                | 8                          | 5                          | 1                          | 2                          | 13                         | 8                          | 16                         |                            |                            |
| 2008년                | 12                         | 4                          | 0                          | 8                          | 15                         | 17                         | 12                         |                            |                            |
| 2012년                | 10                         | 3                          | 2                          | 5                          | 9                          | 12                         | 11                         |                            |                            |
| 2016년                | 10                         | 0                          | 5                          | 5                          | 6                          | 19                         | 5                          |                            |                            |
| 2020년                | 10                         | 1                          | 0                          | 9                          | 3                          | 28                         | 3                          |                            |                            |
| 합계                  | 72                         | 21                         | 13                         | 38                         | 76                         | 116                        | 76                         |                            |                            |
| 순위                  | 유로 예선 승점 순위 : 36위 | 유로 예선 승점 순위 : 36위 | 유로 예선 승점 순위 : 36위 | 유로 예선 승점 순위 : 36위 | 유로 예선 승점 순위 : 36위 | 유로 예선 승점 순위 : 36위 | 유로 예선 승점 순위 : 36위 | 유로 예선 승점 순위 : 36위 | 유로 예선 승점 순위 : 36위 |

## 하계 올림픽
| 올림픽 축구 기록 | 올림픽 축구 기록 | 올림픽 축구 기록 | 올림픽 축구 기록 | 올림픽 축구 기록 | 올림픽 축구 기록 | 올림픽 축구 기록 | 올림픽 축구 기록 | 올림픽 축구 기록 | 올림픽 축구 기록 |
| 년도             | 결과             | 순위             | 경기             | 승               | 무*              | 패               | 득점             | 실점             | 승점             |
| ---------------- | ---------------- | ---------------- | ---------------- | ---------------- | ---------------- | ---------------- | ---------------- | ---------------- | ---------------- |
| 1920년           | 없음             | 없음             | 없음             | 없음             | 없음             | 없음             | 없음             | 없음             | 없음             |
| 1924년           | 2라운드          | 22위             | 1                | 0                | 0                | 1                | 0                | 7                | 0                |
| 1928년           | 불참             | 불참             | 불참             | 불참             | 불참             | 불참             | 불참             | 불참             | 불참             |
| 1936년           | 불참             | 불참             | 불참             | 불참             | 불참             | 불참             | 불참             | 불참             | 불참             |
| 1992년           | 없음             | 없음             | 없음             | 없음             | 없음             | 없음             | 없음             | 없음             | 없음             |
| 1996년           | 진출 실패        | 진출 실패        | 진출 실패        | 진출 실패        | 진출 실패        | 진출 실패        | 진출 실패        | 진출 실패        | 진출 실패        |
| 2000년           | 진출 실패        | 진출 실패        | 진출 실패        | 진출 실패        | 진출 실패        | 진출 실패        | 진출 실패        | 진출 실패        | 진출 실패        |
| 2004년           | 진출 실패        | 진출 실패        | 진출 실패        | 진출 실패        | 진출 실패        | 진출 실패        | 진출 실패        | 진출 실패        | 진출 실패        |
| 2008년           | 진출 실패        | 진출 실패        | 진출 실패        | 진출 실패        | 진출 실패        | 진출 실패        | 진출 실패        | 진출 실패        | 진출 실패        |
| 2012년           | 진출 실패        | 진출 실패        | 진출 실패        | 진출 실패        | 진출 실패        | 진출 실패        | 진출 실패        | 진출 실패        | 진출 실패        |
| 2016년           | 진출 실패        | 진출 실패        | 진출 실패        | 진출 실패        | 진출 실패        | 진출 실패        | 진출 실패        | 진출 실패        | 진출 실패        |
| 합계             | 1회 진출(1/9)    | 2라운드(1회)     | 1                | 0                | 0                | 1                | 0                | 7                | 0                |

## 선수 기록

### 최다 출장 선수
| #  | 이름                    | 활동 기간 | 경기 | 골 |
| -- | ----------------------- | --------- | ---- | -- |
| 1  | 비탈리스 아스타페우스   | 1992-2010 | 167  | 16 |
| 2  | 안드레이스 루빈스       | 1998-2011 | 117  | 9  |
| 3  | 유리스 라이잔스         | 1998-2013 | 113  | 15 |
| 4  | 이만츠 블레이델리스     | 1995-2007 | 106  | 10 |
| 5  | 미하일스 젬린스키스     | 1992-2005 | 105  | 12 |
| 6  | 마리스 베르파코우스키스 | 1999-2014 | 104  | 29 |
| 7  | 이고르스 스테파노우스   | 1995-2011 | 100  | 12 |
| 7  | 안드리스 바닌스         | 2000-     | 100  | 4  |
| 9  | 알렉산드르스 콜링코     | 1997-2015 | 94   | 0  |
| 10 | 카스파르스 고르크슈     | 2005-2017 | 89   | 5  |

### 최다 득점 선수
| # | 이름                    | 활동 기간 | 골 | 경기 |
| - | ----------------------- | --------- | -- | ---- |
| 1 | 마리스 베르파코우스키스 | 1999-2014 | 29 | 104  |
| 2 | 에릭스 페테르손스       | 1929-1939 | 24 | 63   |
| 3 | 비탈리스 아스타페우스   | 1992-2010 | 16 | 167  |
| 4 | 마리안스 파하르스       | 1996-2007 | 15 | 75   |
| 4 | 유리스 라이잔스         | 1998-2013 | 15 | 113  |
| 6 | 알베르츠 셰이벨리스     | 1925-1939 | 14 | 54   |
| 7 | 일랴 베스테르만스       | 1935-1938 | 13 | 23   |
| 8 | 알렉산드르스 차우냐     | 2007-2015 | 12 | 45   |
| 8 | 발레리스 샤발라         | 2013-     | 12 | 52   |
| 8 | 미하일스 젬린스키스     | 1992-2005 | 12 | 105  |

## 역대 감독
| 감독                      | 임기        |
| ------------------------- | ----------- |
| 알렉산드르스 스타르코우스 | 2001 ~ 2004 |
| 알렉산드르스 스타르코우스 | 2007 ~      |
| 믹수 파텔라이넨           | 2018        |

## 같이 보기
- 라트비아 여자 축구 국가대표팀